# San Jerónimo Silacayoapilla
San Jerónimo Silacayoapilla es un pueblo localizado en la Mixteca baja del estado de Oaxaca. Como muchos pueblos de México, tiene un nombre compuesto por el de un santo y otro indígena. En este caso de San Jerónimo nacido en Dalmacia, en la actual Croacia, en el siglo IV, patrono de los traductores porque fue autor de la Vulgata, como se le llamó a su traducción de la Biblia al latín. Según el santoral católico la fiesta del santo es el 30 de septiembre. En el pueblo inicia desde el 28.
Tiene 903 habitantes. Se encuentra a 1,696 metros de altitud. Está formado por dos barrios: Tejaltitlán y el Sabino. Como es cuna de emigrantes a Estados Unidos tiene varias páginas en Internet.

## Historia

### El Zapote
Muy cerca de la antigua vereda a Silacayoapilla se locaizan las ruinas de "El Zapote", llamado así por el árbol de frutas que crece en ese lugar. En este paraje se pueden observar evidencias antiguas de asentamientos humanos: cimientos de viejas construcciones de piedra, fragmentos de vasijas de barro y navajillas de obsidiana. Los restos de estas construcciones siguen el patrón de varios sitios arqueológicos de la Mixteca baja. De este lugar se cree que descendieron los primeros pobladores de San Jerónimo.

### Época colonial
San Jerónimo Silacayoapilla es un pueblo prehispánico habitado por mixtecos que fue descubierto por Pedro de Alvarado y Francisco de Orozco entre 1520 y 1522. En 1576, siendo Rey de España Felipe II se le otorgaron al pueblo sus títulos primordiales. En 1584 el pueblo era de la Real Corona y pagaba sus tributos a la Corona.  

### Conflictos con otros pueblos
En tiempos de Carlos III, el pueblo de San Jerónimo Silacayoapilla expresó a la Real Audiencia de México sus quejas contra el pueblo de Chilixtlahuaca que quería quitarle sus tierras y le robaba frutos de sus sembradíos. 
En 1856 se expidió una ley que declaraba los terrenos montañosos como sin dueño y que otros podían solicitar para sí, con esto comenzaron sus conflictos con los pueblos vecinos. El de Papalutla solicitó un deslinde y mapeo de sus límites con San Jerónimo y pueblos vecinos, así como otros terrenos comunales que buscaban desprenderse de San Jerónimo.
En 1943 la comandancia de Concepción Porfirio Díaz mató a quemarropa a un ciudadano de San Jerónimo mientras cortaba leña en el bosque, argumentando que se metía en terrenos de litigio. Este accidente sirvió comenzar una nueva etapa de gestiones para resolver los problemas de límites territoriales que se tenía con los pueblos vecinos. En 1950, Ismael González Santos logró que los terrenos de San Jerónimo fueran legalmente reconocidos como suyos.

### El terremoto
El 19 de julio de 1882 se registró el terremoto más grande en su historia. Destruyó diversas construcciones.

## Geografía
Está situado al poniente de la ciudad de, Huajuapan de León, a once kilómetros de distancia. Se ubica en una pequeña llanura que se forma entre las montañas que descienden del estado de Puebla y las que vienen del núcleo montañoso que se forma en el llamado Mogote Colorado de donde se desprenden multitudes de cordilleras y cañadas que se extienden de norte a sur. El pueblo está a 1,700m sobre el nivel del mar.
En la región se encuentran los cerros del Tepehuaje, del Totole y el de San Marcos.
Esta población carece de ríos. Sus habitantes aprovechan el agua de la barranca que forma la cañada después de la temporada de lluvias.
El clima es templado a pesar de que está en el centro de una cañada.
Limita al oriente con Rancho Jesús, al norte con San Sebastián Zapotitlán Palmas y Santiago Chilixtlahuaca, al Noreste con Concepción de Porfirio Díaz, al Poniente con Santo Domingo Yolotepec, al Sureste San Miguel Papalutla y San Marcos Arteaga; al sur con Saucitlán de Morelos y al Suroeste con Santa María Xochixtlapilco.

## Actividades económicas
En el pueblo había dos herrerías que se dedicaban a la fabricación de machetes y todas las herramientas necesarias para las labores del campo, pero al llegar las grandes producciones industriales, esta actividad quebró. 
En 1898 en el pueblo existían dos alfarerías y tres ladrillerías, que cubrían la demanda de la cabecera municipal. En la actualidad, mucha gente se dedica a la alfarería.
Otra fuente de empleo son los carboneros ubicados en los cerros de los pueblos vecinos, aunque esto ha provocado un grave deterioro del campo por la tala indiscriminada.
También se tenjen sombrero de palma y de fibra de plástico, en pequeña escala.
Los cultivos que hay en San Jerónimo son de temporal: la calabaza, el maíz y el frijol. Carece de riego. Otra actividad significativa es el cuidado del ganado vacuno y caprino. Los burros se utilizan como medio de transporte y los porcinos se crían para consumo del hogar.
En la actualidad la mayor parte de los ingresos viene de remesas que envían los familiares que emigraron a Estados Unidos.